# Combo-Verstärker

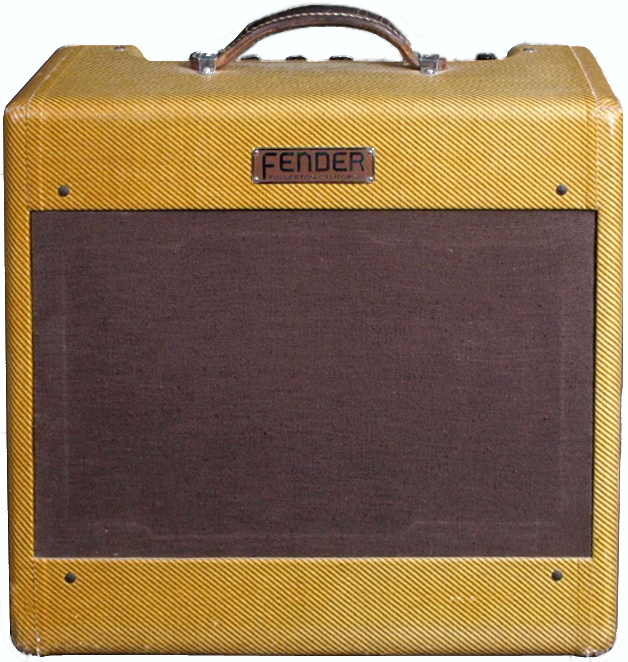
Kofferverstärker des US-Herstellers Fender gehören – neben Geräten anderer Marken – zu den frühen, kommerziell erfolgreich in Serie hergestellten Combo-Verstärkern. Im Bild ein Fender Deluxe, Baujahr 1953, in der für die damaligen Geräte des Herstellers typischen, als Tweed bezeichneten textilen Bespannung des hölzernen Verstärker-Gehäuses

Der Combo-Verstärker, in Fachkreisen auch verkürzt zu der Combo, auf Deutsch auch Kofferverstärker genannt, ist eine Gerätekombination von einem elektrischen Audioverstärker mit einem oder mehreren Lautsprechern in einem meist kastenförmigen Gehäuse aus Holz, Faserplatten, Verbundwerkstoffen oder Kunststoff. Combo-Verstärker werden seit den späten 1920er-Jahren hergestellt. Sie werden als kompakte Lösung zu Beschallungszwecken für die Verstärkung des Signals von Musikinstrumenten mit elektrischen Tonabnehmern eingesetzt. Dazu zählen die elektrischen Instrumente Elektronisches Piano, Pedal-Steel-Gitarre, E-Gitarre und E-Bass sowie akustische Zupfinstrumente wie Akustische Gitarren und Mandolinen, sofern diese mit Tonabnehmer ausgestattet sind. Combo-Verstärker können je nach Modell und in Kombination mit einem oder mehreren Mikrofonen auch für die Verstärkung von Audiosignalen beliebiger akustischer Musikinstrumente sowie für die Verstärkung der Stimme verwendet werden. Einige der frühen Geräte hatten Anschlussmöglichkeiten sowohl für elektrisch verstärkte Musikinstrumente als auch für Mikrofone.

## Geschichte

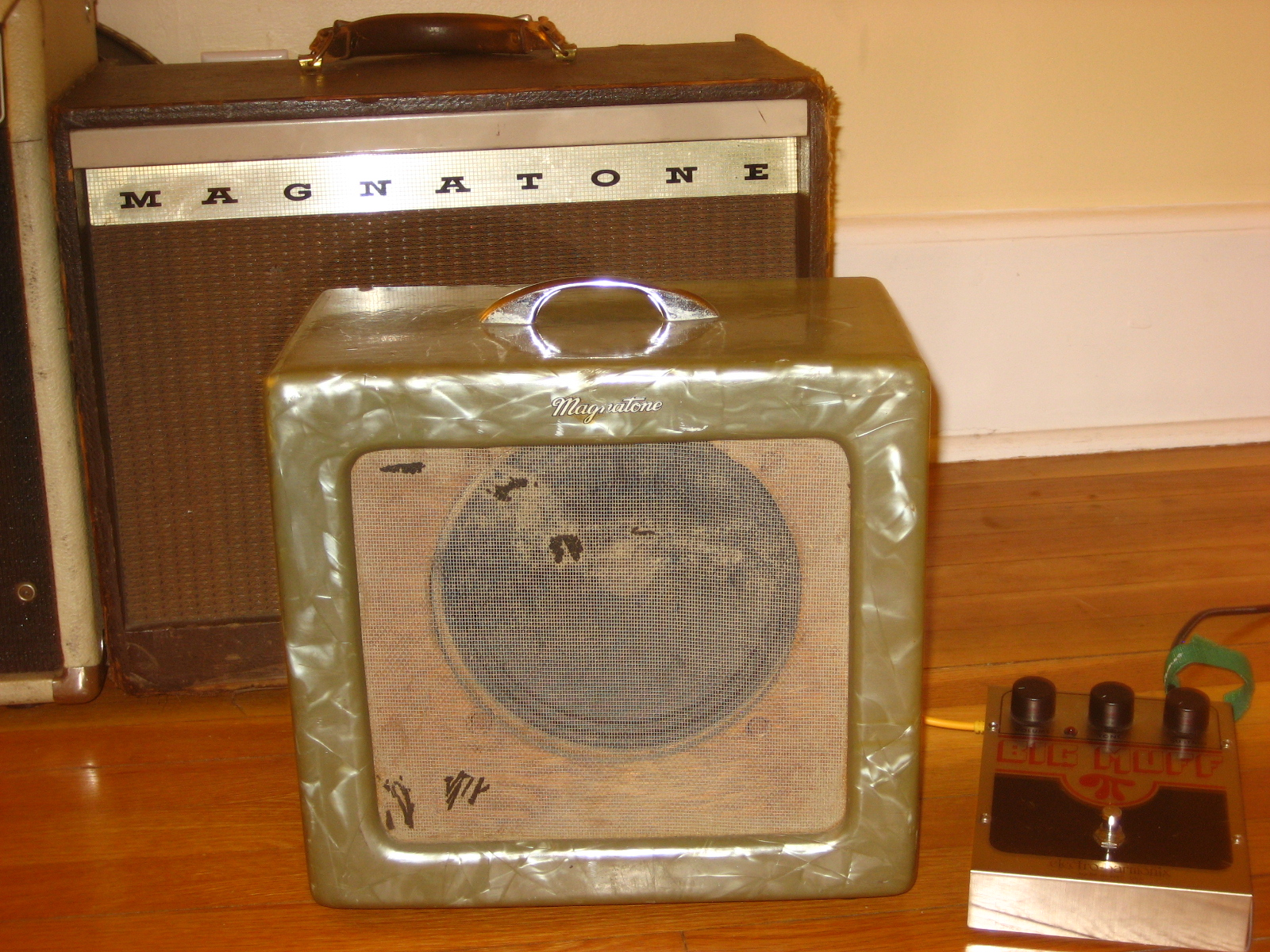
Zwei Combos der Marke Magnatone von 1953 (vorne) und 1957 (hinten). Am rechten Bildrand ein Verzerrer-Effektpedal vom Typ Big Muff

Combos waren die ersten elektrisch betriebenen Verstärker für Musikinstrumente. Die Bauform wurde in den USA entwickelt und existiert seit Ende der 1920er-Jahre. Der erste in Serie hergestellte Combo-Verstärker war der im Jahr 1928 auf den Markt gebrachte Tone Amplifier, entwickelt für den Musikinstrumenten-Hersteller Stromberg-Voisinet (später umbenannt in Kay Guitars) in Chicago. Dieser Combo mit Radiolautsprecher wurde in Kombination mit einem Kontakt-Tonabnehmer verwendet, der auf der Decke einer Akustikgitarre oder am Steg eines Banjos befestigt werden konnte.
Anfang der 1930er-Jahre begannen auch andere Firmen mit der serienmäßigen Produktion von Instrumentenverstärkern. Zu den ersten Anbietern von Combos zählen die US-Musikinstrumenten-Hersteller Rickenbacker (ab 1932), National Guitars, Dobro und Gibson (ab 1935). In der Regel wurden diese Kofferverstärker zusammen mit einer Gitarre angeboten. Ein Beispiel ist die Lap-Steel-Gitarre Rickenbacker Frying Pan, die im Jahr 1933 mit Verstärker 175 US-Dollar kostete. Drei Jahre später brachte die Firma Gibson ihr erstes „spanisches“ E-Gitarrenmodell, die Archtop-Gitarre Gibson ES-150 zusammen mit Gitarrenverstärker für 150 US-$ auf den Markt. Das Gerät leistete 15 Watt, hatte einen 10-Zoll-Lautsprecher und wurde von Gibson als „High Fidelity Ultrasonic Reproducer“ beworben.
Die Schaltungen der Verstärkereinheit in den ersten Combo-Verstärkern entsprach denen von Röhrenradios, jedoch ohne deren Hochfrequenzteil. Alle diese Geräte hatten nur wenige Watt Ausgangsleistung. Für etwa 35 Jahre seit ihrer Erfindung waren Combos das einzige verfügbare Format für Instrumentenverstärker. Seitdem hat sich die Combo-Bauweise als weit verbreiteter Typ der Gitarrenverstärker etabliert.

## Ausstattung und Konstruktionsformen
Im Combo-Gehäuse integriert ist eine Kombination aus Vorverstärker und Endstufe sowie mindestens einem Lautsprecher. Der Zweck der kompakten Bauweise ist häufig die Verbesserung der Transportfähigkeit durch niedrigeres Gewicht und geringere Ausmaße als bei mehrteiligen Geräten in Stapelbauweise (englisch: Stack). Viele Combo-Verstärker haben für den einfachen Transport einen an der Gehäuse-Oberseite angebrachten Tragegriff – daher die Bezeichnung Kofferverstärker. Einige der ersten Combos aus den 1930er-Jahren ähnelten in ihrem Äußeren auch darüber hinaus einem kleinen Reisekoffer mit eingebautem Lautsprecher. Mit zunehmenden Ansprüchen an Leistung und Belastbarkeit der Geräte wurden in späteren Jahrzehnten jedoch auch Combos entwickelt, die durch ihre Ausstattung mit mehreren größeren Lautsprechern und/oder mit besonders stabiler Gehäusekonstruktion solch ein hohes Gewicht haben, dass die kompakte Bauweise ihre Vorteile einbüßt. In Einzelfällen können Combo-Verstärker so ein Gewicht von über 40 kg erreichen.

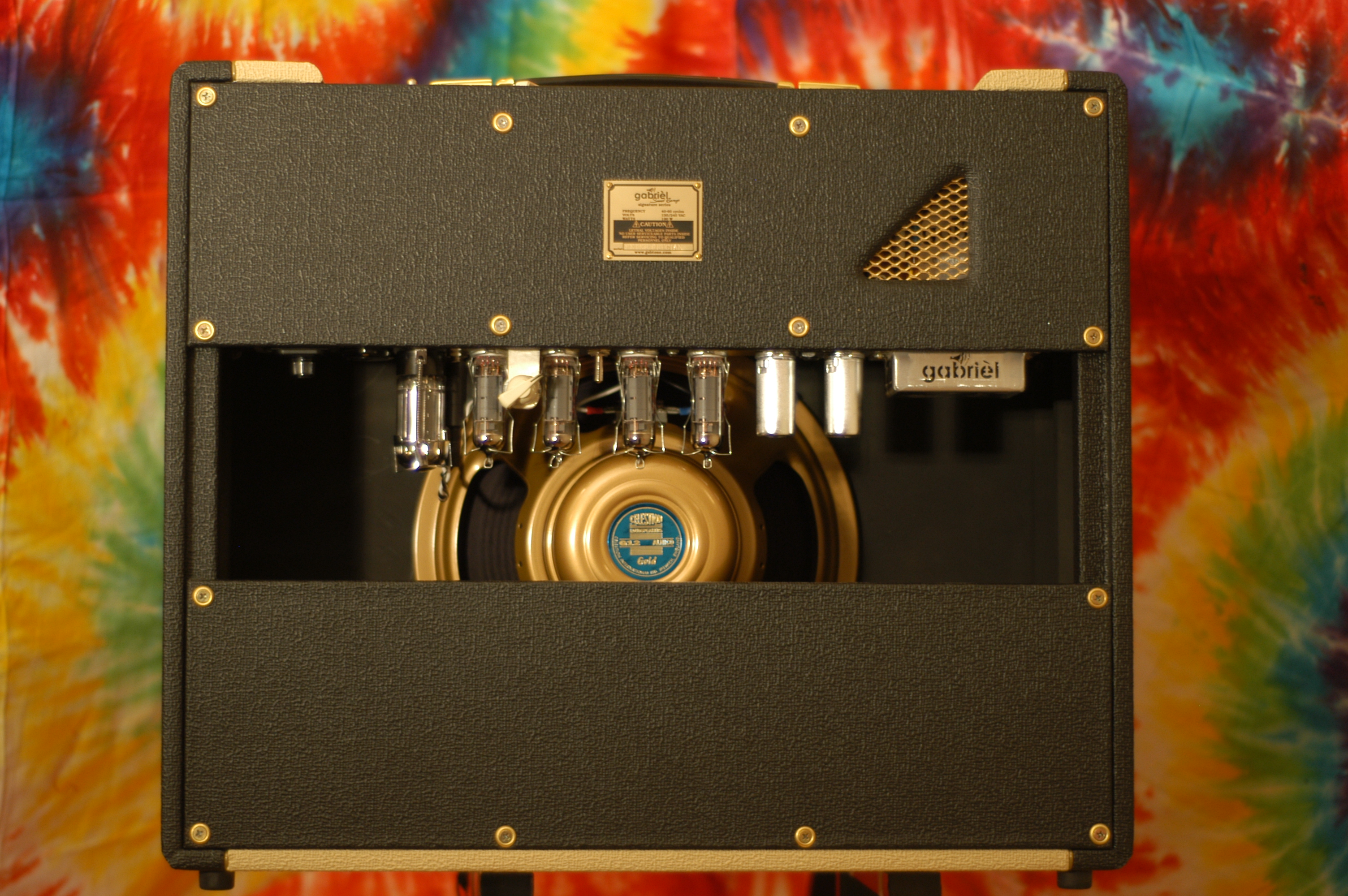
Die halboffene Rückseite eines Combo-Verstärkers mit offen liegenden, hängend angebrachten Elektronenröhren und Lautsprecher

Eine wichtige Rolle bei der Klangformung von Combo-Verstärkung spielt die Gehäuserückseite. Geräte mit geschlossener Rückseite strahlen den Schalldruck der Lautsprecher konzentrierter nach vorne ab, und die tiefen Frequenzen des Klangs werden stärker betont, wogegen bei Combos mit offener oder halboffener Rückseite der Schalldruck auch nach hinten abgestrahlt wird, was einen räumlicher wirkenden und höhenreicheren Klang erzeugt. Offene und halboffene Bauweise gehen auf die Frühzeit von Combos in den 1930er- bis 1950er-Jahren zurück, als viele Musiker (besonders Gitarristen, zum Beispiel in Big-Bands) bei Bühnenauftritten hinter ihrem Comboverstärker saßen. Die offene Gehäuserückseite hatte den Zweck, dass sie ihr eigenes Spiel auf dem Instrument besser hören konnten. Ein nach hinten offenes Combo-Gehäuse bietet außerdem beim Transport des Geräts etwas zusätzlichen Stauraum für dessen Stromkabel sowie für kleinteiliges Instrumentenzubehör und ähnliches. Einer der bedeutendsten Hersteller von Combo-Verstärkern mit halboffener Rückwand ist die US-amerikanische Firma Fender. Die Lautsprecher in Combos sind zumeist Hochleistungs-Tieftöner, in vielen Geräten mit einem Durchmesser von etwa 25 cm (10 Zoll) oder 30 cm (12 Zoll) und mit hart aufgehängter Membran.
Die Kombination aus Vorverstärker und Endstufe in Combos wird in verschiedenen Ausführungen hergestellt. Die älteste und bis in die 1960er-Jahre am weitesten verbreitete Ausführung ist die Röhrenbauweise. Diese Combo-Bauform kann gegenüber Geräten in mehrteiliger Stack-Form den Nachteil haben, dass freiliegende Elektronenröhren unmittelbar den durch den Schall der Lautsprecher erzeugten Vibrationen ausgesetzt sind. Die Lebensdauer der gegen Erschütterungen empfindlichen Röhren kann dadurch verkürzt werden, und durch die Vibrationen können beim Betrieb unerwünschte Nebengeräusche wie zum Beispiel ein „Wummern“ der Endstufen-Röhren auftreten. Seit etwa Mitte der 1960er-Jahre werden Combos auch in Transistorbauweise hergestellt, später auch in Hybridbauweise (Verstärker-Vorstufe mit Röhren, Endstufe mit Transistoren). Moderne digitale Combo-Verstärker sind dazu in der Lage, den Klang mehrerer anderer Modelle nachzubilden (Emulation).

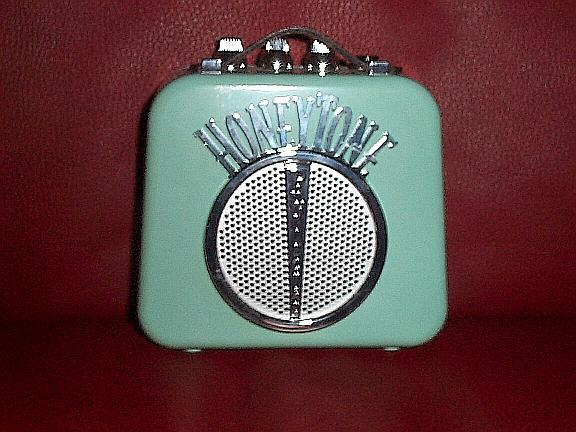
Eine Sonderform von Combo-Verstärkern sind Kleinstgeräte für den Heimgebrauch wie dieser seit den 1990er-Jahren gebaute Danelectro HoneyTone im Kunststoffgehäuse. Das Design im „Retro“-Stil spielt an auf die Form der ersten Combo-Verstärker aus den 1930er-Jahren

### Regler und Anschlüsse

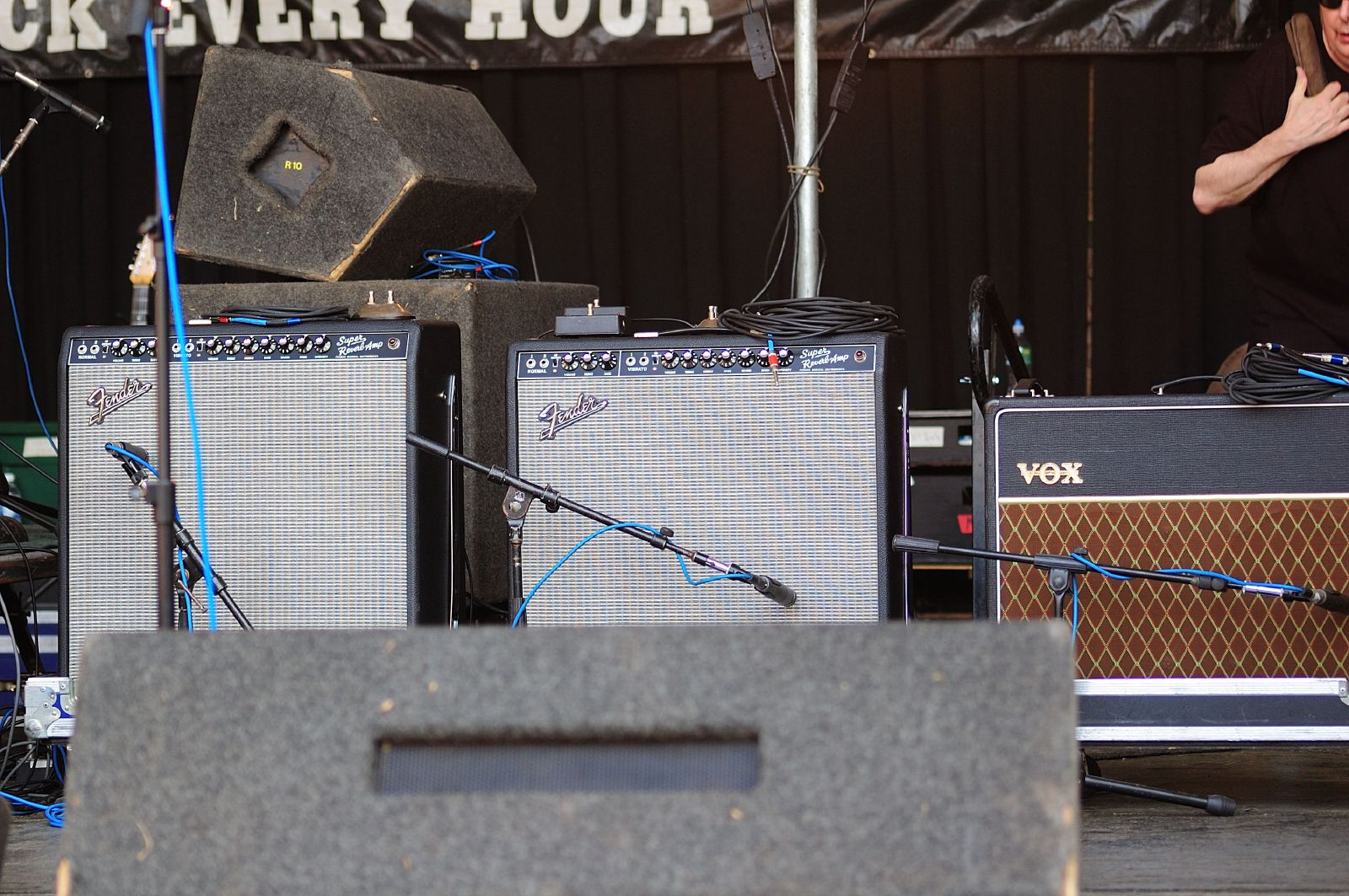
Drei Combos im Bühneneinsatz, jeweils mit Mikrofon abgenommen. Links und Mitte je ein Fender-Gerät, rechts ein Amp vom Typ VOX AC30

Die Steuerung von Klang und Lautstärke der Geräte erfolgt gewöhnlich durch mehrere Drehregler (Potentiometer) an der Verstärkereinheit. Die Drehknöpfe der Potentiometer sind auf der Oberseite oder an der Vorderseite des Combos in einem Bedienfeld gruppiert, das mit den Funktionen der Drehregler beschriftet ist. Je nach Größe und Ausstattung des Geräts sind dies Regler für Eingangsempfindlichkeit und Lautstärke, ein- oder mehrbandige Klangregler zur Frequenzbearbeitung (Equalizer) sowie gegebenenfalls Regler für integrierte Klangeffekte wie Hall, Echo und andere. Als Steckverbinder für anzuschließende Instrumente oder Mikrofone werden meist Buchsen für 6,35 mm-Klinkenstecker verwendet – besonders bei älteren europäischen Geräten jedoch auch zumeist dreipolige (Mono-) oder fünfpolige (Stereo-)Buchsen für DIN-Stecker. Einige Combo-Verstärker verfügen zusätzlich über die Möglichkeit, das Audiosignal über Kabel an externe Lautsprecherboxen und/oder an ein Audio-Mischpult weiterzuleiten. Manche Combo-Verstärker für den Heimgebrauch haben außerdem eine Anschlussbuchse für Audio-Wiedergabegeräte (wie zum Beispiel tragbare CD-Spieler und MP3-Player) sowie einen Ausgang für Kopfhörer. Die Verstärkerkomponente der meisten Combos wird über ein integriertes Netzteil mit Netzstrom betrieben, es gibt jedoch auch kleine Modelle, die mit einem externen Netzteil und alternativ dazu mit Batterien betrieben werden können – zum Beispiel um sie bei Straßenmusik und ähnlichem im Freien einzusetzen. Die kleinsten Combo-Modelle, deren Vorderseite ungefähr die Größe einer DIN-A6-Postkarte hat, können meist ausschließlich mit Batterien betrieben werden und sind bestenfalls zum relativ leisen Üben auf dem Musikinstrument geeignet.

### Leistungskapazitäten von Combos
Die Anforderungen und Ansprüche an die Nennleistung von Combo-Verstärkern unterscheiden sich nach deren Einsatzzweck – Größe des zu beschallenden Raumes, Anzahl der Zuhörer, gewünschte Lautstärke, Musikstil. Das Angebot auf dem Markt reicht von Kleinstgeräten mit wenigen Watt Leistung – für das Üben auf einem Musikinstrument und für den Heimgebrauch – über mittelgroße Geräte mittlerer Leistung, die zum Beispiel für das Audio-Monitoring in Tonstudios und bei Live-Vorführungen geeignet sind, bis hin zu leistungsstarken Modellen, die für die Beschallung größerer Räumlichkeiten mit vielköpfigem Publikum geeignet sein können. Für eine qualitativ ausreichende Beschallung von sehr großen Räumen und Menschenmengen sind Combo-Verstärker kaum geeignet; hier werden die Combo-Lautsprecher meistens mikrofoniert (siehe Foto rechts), und das Audiosignal wird über eine wesentlich größere Beschallungsanlage (Public Address/P.A.) an das Publikum gerichtet. In solchen Fällen werden Combo-Verstärker meist zur Backline, der Bühnenbeschallung von Musikern gezählt. Die Empfehlungen und Ansichten hinsichtlich der benötigten Leistungsreserven von Combo-Verstärkern in verschiedenen Situationen variieren stark nach individuellen Erfahrungswerten und Bedürfnissen.

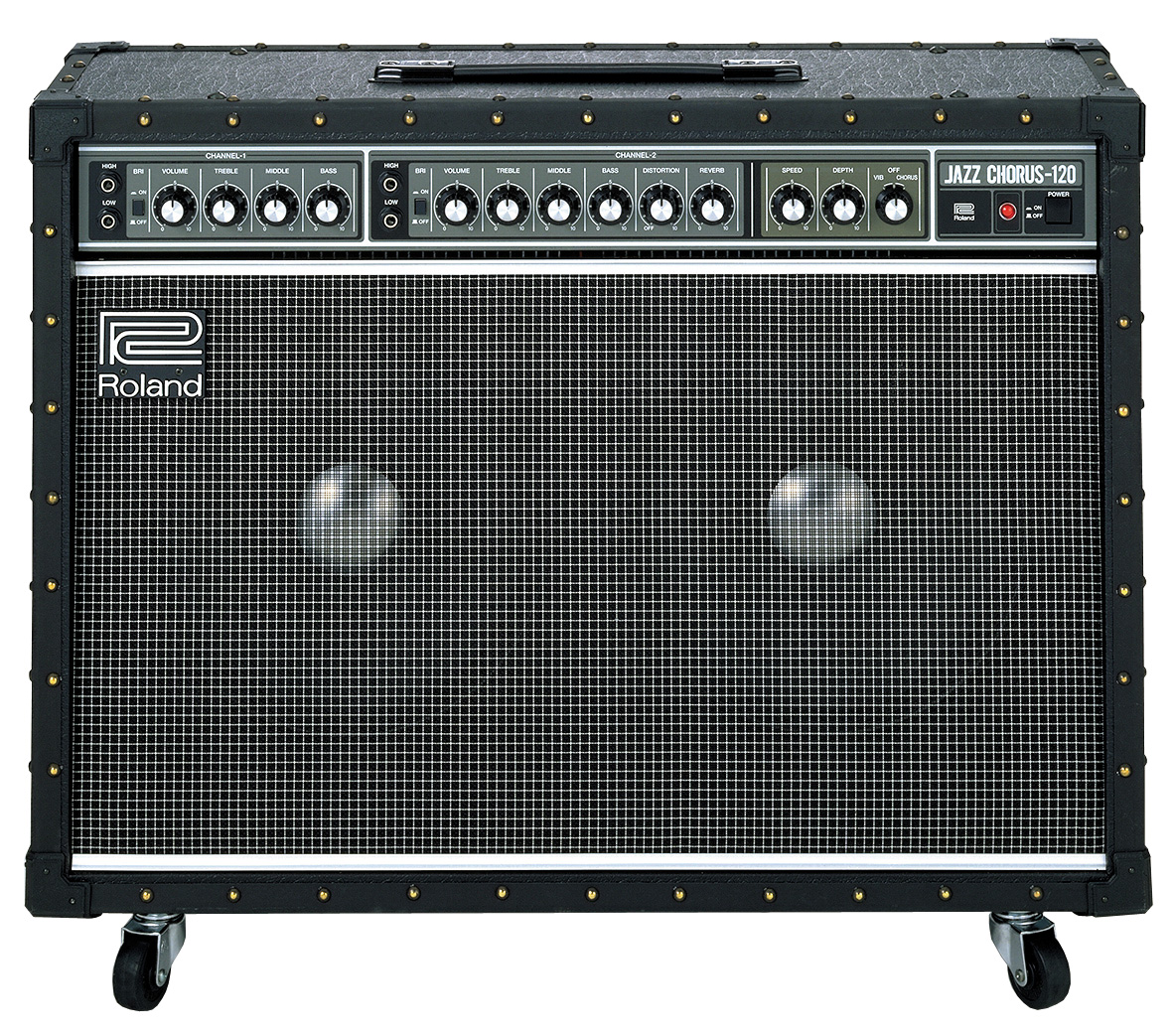
Ein Roland Jazz Chorus Combo mit zwei Lautsprechern von jeweils 12" Durchmesser. Für den einfacheren Transport ist das rund 28 kg schwere Gerät auf Rollen montiert

## Combo-Modelle und -Hersteller
Frühe Kofferverstärker aus deutscher Fertigung erschienen seit Beginn der 1950er-Jahre unter anderem unter den Marken Dynacord, Echolette, Hohner und Schaller. Seit den 1960er-Jahren wird der internationale Markt von Modellen aus den USA und aus Großbritannien dominiert; seit den 1970er-Jahren auch von Geräten japanischer Hersteller. Die Firmen Glockenklang und Warwick gehören bei Combo-Verstärkern für E-Bass zu den gegenwärtig namhaften Unternehmen deutscher Herkunft. Zu den bekanntesten und weit verbreiteten Modellen von Combo-Verstärkern zählen der US-amerikanische Fender Bassman (der jedoch auch in zweiteiliger Stack-Form gebaut wurde; damals auch als Piggyback – „Huckepack“ – bezeichnet) sowie einige weitere Fender-Modelle, der britische VOX AC30 und der japanische Roland Jazz Chorus JC-120. Weitere bekannte Combo-Modellreihen werden von den Firmen Marshall, Mesa/Boogie, Laney, Line 6, Ampeg und anderen hergestellt.